# Alexis ou le Traité du vain combat
Pour les articles homonymes, voir Alexis.
Alexis ou le Traité du vain combat est le premier récit publié par Marguerite Yourcenar. Il s'agit d'un court roman épistolaire écrit entre le 31 août 1927 et le 17 septembre 1929, et paru à l'automne 1929. Il se situe en Autriche, à la veille de la Première Guerre mondiale.

## Résumé
Dans une longue lettre, Alexis, jeune musicien de vingt-deux ans, décrit à son épouse Monique le « vain combat » qu’il mène depuis des années contre la nature de ses désirs profonds et qui le conduit à rompre : l’amour des hommes, qui est suggéré entre les lignes du récit. Il lui indique ainsi qu'il va devoir la quitter afin de pouvoir se réaliser, chose qui lui est impossible tant qu'il se trouve à ses côtés.
Certains commentateurs ont noté qu'il s'y trouvait pour la première fois une technique narrative généralement caractérisée comme étant le « portrait d'une voix », technique qui participera à plusieurs autres ouvrages ultérieurs de l'autrice, notamment à Mémoires d'Hadrien.